# Robert P. Celarier
Prof. Dr. Robert P. Celarier (1921-23 de diciembre de 1959) fue un botánico, agrostólogo citotaxónomo estadounidense, desempeñándose extensamente como profesor en el "Departamento de Botánica" de la Universidad Estatal de Oklahoma.

## Algunas publicaciones
- robert p. Celarier. 1955. Studies on Old World bluestems. Technical bulletin, Oklahoma A & M College, Division of Agriculture, Experimental Station. 31 pp.
- robert p. Celarier, jack r. Harlan. 1956. An Andropogoneae Garden in Oklahoma. Taxon 5 (8 ): 183-186
- ------. 1956. Tertiary Butyl Alcohol Dehydration of Chromosome Smears. Biotechnic & Histochemistry 31 ( 4 ): 155-157
- ------. 1957. Elyonurus argenteus, a South African Grass with Five Chromosome Pairs. Bull. of the Torrey Botanical Club 84 ( 3 ) : 157-162
- ------, ripusudan l. Paliwal. 1957. Basic Chromosome Number of Four in the Subfamily Panicoideae of the Gramineae. Science 126 ( 3285 ): 1247-1248
- ------, k.l. Mehra, m.l. Wulf. 1958. Cytogeography of the Dichanthium annulatum complex. 	Brittonia 10 ( 2 ) :59-72
- ------, ------. 1959. Desynapsis in the Andropogoneae. Proc. Oklahoma Academy of Sci. 39: 6-9

- La abreviatura «Celarier» se emplea para indicar a Robert P. Celarier como autoridad en la descripción y clasificación científica de los vegetales.[2]